# Коц, Йозеф
Йозеф Коц (фр. Joseph Koetz, 29 мая 1897 — 13 июня 1976) — футболист из Люксембурга, который участвовал в трёх турнирах летних Олимпийских игр (1920, 1924 и 1928 года). Большую часть своей карьеры он играл за «Фолу».

## Карьера
Всего за сборную Коц сыграл 11 матчей. Дебютировал в игре против Нидерландов на Олимпийских играх 1920 года, его команда проиграла со счётом 3:0. Это был его единственный матч на турнире. Свою первую и единственную победу со сборной Коц завоевал 11 мая 1924 года, Люксембург обыграл Бельгию со счётом 2:1. На Олимпиаде 1924 года Коц также сыграл один матч против Италии, соперник одержал победу со счётом 2:0. Свой единственный гол за сборную Коц забил 1 апреля 1928 года в ворота Бельгии, которая одержала победу со счётом 3:2. Последний матч за Люксембург Коц сыграл через две недели, соперником была Франция, которая победила со счётом 3:1.